# Goldbach (Unterfranken)
Goldbach este o comună aflată în districtul Aschaffenburg, landul Bavaria, Germania.